# Newa Sankt Petersburg
Newa Sankt Petersburg – rosyjski klub żużlowy z Petersburga. Dwukrotny drużynowy mistrz Związku Radzieckiego w latach 1966 i 1971. Drużynowy mistrz Finlandii w sezonie 2000.

## Historia

### W okresie Związku Radzieckiego (do 1991)
Dzieje żużla w Leningradzie sięgają 1956 roku, kiedy to z inicjatywy Władimira Karniejewa, działacza federacji motocyklowej Rosyjskiej FSRR, na bieżni stadionu im. Kirowa odbyły się pokazowe zawody motocyklowe. Karniejew brał też udział w projektowaniu leningradzkiego motodromu DOSAAF i był organizatorem pierwszych zawodów żużlowych w Związku Radzieckim Odbyły się one w dniach 10-12 czerwca 1958 roku na moskiewskim Stadionie Łużniki. W gronie motocyklistów zaproszonych na te zawody znalazło się trzech przedstawicieli Leningradu: Andriej Dieżynow, Gienrich Lemberg i Jurij Bugrow. Po trzech dniach zawodów indywidualnych najlepiej  wypadł Dieżynow, zajmując w klasyfikacji 3. miejsce.
Rok później w 1959 roku, odbyły się pierwsze indywidualne mistrzostwa ZSRR na żużlu. W finale rozgrywanym w Ufie, wystąpiło 2 zawodników w Leningradu, Andriej Dieżynow zajął 4. miejsce, Jurij Bugrow był ósmy.
W 1962 roku pierwszy raz zorganizowano rozgrywki o drużynowe mistrzostwo kraju. Wystąpiła w nich drużyna Newy, zajmując 10. miejsce spośród 16 drużyn.
Pod koniec 1963 roku ukończono budowę stadionu "Mototrek", położonego na obrzeżach największego miejskiego parku - Sosnowki. Obiekt służący rozgrywaniu zawodów żużlowych i wyścigów na lodzie został otwarty 11 stycznia 1964r.
W 1964 roku dzięki dużej ilości zawodników w sekcji udało się zorganizować 16-osobowe Indywidualne Mistrzostwa Leningradu. Zwyciężył w nich Anatolij Biełkin, kolejne miejsca na podium zajęli Władimir Kanunnikow i Gienrich Lemberg. Zimą 1965 roku zorganizowano mistrzostwa miasta w wyścigach na lodzie. Tu triumf odniósł Władimir Kanunnikow przed Reino Viidasem z Tallinna i Anatolijem Biełkinem. W latach 1965–1967 klub posiadał drugą drużynę występującą pod nazwą "Bałtika". 
Drużynowe mistrzostwo Związku Radzieckiego w sezonie 1966 padło łupem leningradzkiej Newy, dzięki zwycięstwu we wszystkich spotkaniach ligowych. Zawodnikami złotej drużyny byli: Giennadij Wiunow, Władimir Smirnow, Anatolij Biełkin, Władimir Kanunnikow i Gienrich Lemberg.
Newa jako pierwszy klub żużlowy w Związku Radzieckim rozgrywała mecze przeciwko zespołom ligi brytyjskiej. W latach 1967–1972 jej rywalami byli Belle Vue Aces z Manchesteru, Exeter Falcons, Poole Pirates i Ipswich Witches.
| Data                 | Gospodarz       | Wynik | Gość           |
| -------------------- | --------------- | ----- | -------------- |
| 7 października 1967  | Newa Leningrad  | 61:47 | Belle Vue Aces |
| 27 lipca 1968        | Belle Vue Aces  | 47:30 | Newa Leningrad |
| 11 października 1969 | Newa Leningrad  | 40:38 | Belle Vue Aces |
| 13 czerwca 1970      | Belle Vue Aces  | 50:32 | Newa Leningrad |
| 15 czerwca 1970      | Exeter Falcons  | 47:31 | Newa Leningrad |
| 14 października 1971 | Newa Leningrad  | 36:42 | Belle Vue Aces |
| 10 czerwca 1972      | Belle Vue Aces  | 41:37 | Newa Leningrad |
| 12 czerwca 1972      | Exeter Falcons  | 45:33 | Newa Leningrad |
| 14 czerwca 1972      | Poole Pirates   | 44:33 | Newa Leningrad |
| 15 czerwca 1972      | Ipswich Witches | 43:35 | Newa Leningrad |

### We współczesnej Rosji (od 1992)
W latach 1992 i 1993 klub był uczestnikiem rozgrywek o Trofeum Krajów Bałtyckich i Puchar Bałtyku, rywalami Newy były zespoły z  Białorusi (Witebsk), Estonii, Łotwy i Ukrainy.
Z powodu mniejszych odległości między klubami i dość wysokim poziomem rozgrywek kierownictwo klubu zdecydowało o przystąpieniu do rozgrywek ligowych w Finlandii. Od sezonu 1994 Newa rozpoczęła występy w lidze fińskiej od niższej klasy rozgrywkowej (I Divisioona), a w 1995 uzyskała awans do SM-liigi. Sezon 1996 zakończył się spadkiem, jednak już rok później zawodnikom z Sankt Petersburga znów udało się awansować do najwyższej klasy rozgrywkowej. Najlepszy zawodnikiem Newy w sezonie 1997 był Łotysz Vladimirs Voronkovs. W kolejnych sezonach inni łotewscy zawodnicy, tacy jak Nikolajs Kokins, Aleksandrs Biznia, czy Andrejs Koroļevs stanowili o sile petersburskiego zespołu. W latach 1998–2002 Newa nie schodziła z podium ligi fińskiej - trzykrotnie zdobyła tytuł II wicemistrza (1998, 1999, 2001), raz tytuł wicemistrza (2002), a w 2000 wywalczyła tytuł mistrza Finlandii. Pomimo sukcesów klubu, pogarszający się stan stadionu spowodował jego zamknięcie w 2001 roku, a ostatnie zawody rozegrano w dniach 15 lipca były to Otwarte Mistrzostwa Sankt-Petersburga. W sezonie 2002 "domowe" rundy ligi fińskiej rozgrywano na stadionie w Spīdveja centrs w Dyneburgu na Łotwie.
- starty w lidze fińskiej

| Sezon | Liga                  | Miejsce | Uwagi                                                                        |
| ----- | --------------------- | ------- | ---------------------------------------------------------------------------- |
| 1994  | I Divisioona          | 1       | (w tym sezonie jako Pietari Rosja)                                           |
| 1995  | I Divisioona          | 1       | awans do ekstraklasy (od tego sezonu jako Neva Bravo Pietari St. Petersburg) |
| 1996  | SM Liiga              | 7       | spadek                                                                       |
| 1997  | I Divisioona Italohko | 1       | awans do ekstraklasy (od tego sezonu jako Neva Bravo St. Petersburg)         |
| 1998  | SM Liiga              | 3       |                                                                              |
| 1999  | SM Liiga              | 3       | (od tego sezonu jako Neva St. Petersburg)                                    |
| 2000  | SM Liiga              | 1       |                                                                              |
| 2001  | SM Liiga              | 3       |                                                                              |
| 2002  | SM Liiga              | 2       |                                                                              |

W 2003 dotychczasowy właściciel klubu Andriej Sawin, późniejszy wieloletni menedżer żużlowej reprezentacji Rosji, sprzedał klub małżeństwu pedagogów i instruktorów sportów motorowych Michaiłowi Popowowi i Galinie Wakulenko. Przekształcili oni Newę w sekcję sportów motorowych przy Petersburskim Miejskim Centrum Twórczości Technicznej Młodzieży. Wiodącą sekcją stał się motokross, natomiast z powodu braku własnego toru żużlowego, treningi w tej dyscyplinie odbywały się na obiektach w Finlandii. Po raz pierwszy w rosyjskich rozgrywkach ligowych Newa pojawiła się w sezonie 2017, jako uczestnik Pierwoj ligi. W barwach klubu wystąpili Rusłan Biktimirow, Danił Zełenskij i Siergiej Sorokin, którzy zajęli 3. miejsce na torze w Saławacie. Rezultat ten został poprawiony rok później - Biktimirow i Zełenskij zajęli 2. miejsce. W tym samym sezonie Newa przystąpiła do nowych rozgrywek Baltic Speedway League, której celem jest rozwój dyscypliny w krajach położonych na wschodnich wybrzeżach Bałtyku. Drużyna w końcowej klasyfikacji zajęła 5. miejsce. W 2019 roku Newa osiągnęła ten sam rezultat, a sukces indywidualny osiągnął Nikita Zubariew, zdobywając tytuł indywidualnego wicemistrza ligi bałtyckiej, w zawodach rozgrywanych na torze w Varkaus. W sezonie 2020 Newa również miała uczestniczyć w rozgrywkach, ale nie przystąpiła do nich z powodu ograniczeń wjazdowych związanych z epidemią COVID-19

## Kadra drużyny
Skład zgłoszony do rozgrywek Baltic Speedway League w sezonie 2020.
| Kat.       | Żużlowiec           |
| ---------- | ------------------- |
| 500cm³     | Rusłan Biktimirow   |
| 500cm³     | Siergiej Sorokin    |
| 500cm³     | Danił Zełenskij     |
| 500cm³     | Nikita Zubariew     |
| 125-500cm³ | Jurij Kazancew      |
| 125cm³     | Aleksandr Rezjapkin |